# Seurasaari (ö i Södra Savolax)
Seurasaari är en ö i Finland. Den ligger i sjön Haukivesi och i kommunerna Nyslott och Rantasalmi och landskapet Södra Savolax, i den sydöstra delen av landet, 280 km nordost om huvudstaden Helsingfors. Öns area är 71,1 hektar och dess största längd är 3,3 kilometer i öst-västlig riktning.